# Сан Флоријано дел Колио
Сан Флоријано дел Колио (итал. San Floriano del Collio) је насеље у Италији у округу Горица, региону Фурланија-Јулијска крајина.
Према процени из 2011. у насељу је живело 297 становника. Насеље се налази на надморској висини од 215 м.

## Становништво
Према резултатима пописа становништва 2011. у општини је живело 798 становника.
| 1936. | 1951. | 1961. | 1971. | 1981. | 1991. | 2001. | 2011. |
| ----- | ----- | ----- | ----- | ----- | ----- | ----- | ----- |
| 1.127 | 1.041 | 924   | 818   | 884   | 835   | 821   | 798   |